# مهدي حسن (لاعب كريكت)
مهدي حسن (3 فبراير 1990 بحيدر آباد في الهند - ) هو لاعب كريكت هندي. لعب مع فريق حيدر آباد للكريكت ‏ وصن رايزرز حيدر آباد.

## وصلات خارجية
- مهدي حسن على موقع إي آس بي آن كريك إنفو (الإنجليزية)